# Giovanni Terrile
Giovanni Terrile (Genova, 28 febbraio 1895 – ...) è stato un calciatore e allenatore di calcio italiano, di ruolo mediano.

## Carriera

### Giocatore
Tra i giovanissimi fondatori della Società Sportiva Trionfo Ligure, di cui fu attivo promotore, nella stagione 1912-1913 giocò con i biancocelesti nella terza serie calcistica italiana, allora denominata Terza Categoria.
Dopo aver iniziato il campionato di Prima Categoria 1914-1915 con la maglia dell'Andrea Doria, passò a stagione in corso alla Lazio, vincendovi nel 1915 il Campionato Romano senza poter dare maggiore contributo per la sospensione dei campionati durante la prima guerra mondiale, formando con Camillo Bona una coppia di difensori apprezzata, sino alla sua sostituzione nel ruolo con Fernando Saraceni
Passò quindi all'Internazionale per disputarvi la stagione 1923-1924 in cui la squadra lombarda si classificò 3ª nel Girone A di Prima Divisione, debuttandovi il 7 ottobre 1923 in una gara contro la Juventus.

### Allenatore
Nel 1927-1928 con Jean Steiger e Ferenc Molnár costituì la commissione tecnica che guidò il Napoli nella seconda stagione della sua storia. Tornò sulla panchina partenopea anche nel torneo successivo, in sostituzione di Otto Fischer, riuscendo a qualificarsi per il primo campionato di Serie A a girone unico arrivando ottava a pari merito con la Lazio. Guidò anche l'Avellino nella stagione 1929-1930, che fu per gli irpini il primo campionato ufficiale disputato.